# Chrząszcze drapieżne Boliwii
Chrząszcze drapieżne Boliwii – ogół taksonów owadów z podrzędu chrząszczy drapieżnych (Adephaga), których występowanie stwierdzono na terenie Boliwii.
lista nie jest kompletna

## Geadephaga

### Biegaczowate(Carabidae)
W Boliwii stwierdzono m.in.:

#### Carabinae
- Calosoma bridgesi

## Hydradephaga

### Flisakowate(Haliplidae)
W Boliwii stwierdzono m.in.:
- Haliplus gravidus
- Haliplus indistinctus
- Haliplus ornatipennis
- Haliplus panamanus